# Magneuptychia opima
Espèce
Magneuptychia opima est une espèce d'insectes lépidoptères (papillons) de la famille des Nymphalidae, de la sous-famille des Satyrinae et du genre Magneuptychia.

## Dénomination
Magneuptychia opima a été décrit par Gustav Weymer en 1911 sous le nom initial d' Euptychia opima.

## Écologie et distribution
Magneuptychia opima est présent en Brésil.

### Protection
Pas de statut de protection particulier.